# Solenopsis reichenspergeri
Solenopsis reichenspergeri es una especie de hormiga del género Solenopsis, subfamilia Myrmicinae.